# Listă de episoade ale serialului „Laboratorul lui Dexter”
Aceasta este o listă completă a episoadelor serialului animat Laboratorul lui Dexter, produs de Cartoon Network.
Între episoadele cu Laboratorul lui Dexter au fost difuzate și episoade cu Prietenii Dreptății care urmărește aventurile celor trei prieteni ai dreptății aceștia fiind: Major Glory, Val Hallen și Invincibul Krunk și M de la maimuță care urmărește aventurile maimuței de laborator a lui Dexter care, fără știrea acestuia se transformă într-o super-maimuță eroină care salvează lumea de la dezastre alături de companiomul său, Agentul Honeydew.

## Episoade care nu au fost difuzate în România
- Dexter's Rude Removal

## Episoade pilot: 1995-1996
Aceste episoade au fost difuzate ca parte a serialului What A Cartoon!
| Titlu                  | Data difuzării     |
| ---------------------- | ------------------ |
| Laboratorul lui Dexter | 23 februarie, 1995 |
| Sora cea mare          | 10 martie, 1996    |

## Episoade
| N/o       | Titlu român                                    | Titlu original                       |  |
| --------- | ---------------------------------------------- | ------------------------------------ |  |
|           |                                                |                                      |  |
| SEZONUL 1 |                                                |                                      |  |
|           |                                                |                                      |  |
| 01        | DeeDeemensional                                | Dee Deemensional                     |  |
| 01        | Luptă maternă                                  | Maternal Combat                      |  |
|           |                                                |                                      |  |
| 02        | Dexter fuge de minge                           | Dexter Dodgeball                     |  |
| 02        | Asistentul Lui Dexter                          | Dexter’s Assistant                   |  |
|           |                                                |                                      |  |
| 03        | Rivalul Lui Dexter                             | Dexter’s Rival                       |  |
| 03        | Bătrânul Dexter                                | Old Man Dexter                       |  |
|           |                                                |                                      |  |
| 04        | Problemă dublă                                 | Double Trouble                       |  |
| 04        | Laboratorul Lui Dexter                         | Changes                              |  |
|           |                                                |                                      |  |
| 05        | Jurassic potaie                                | Jurassic Pooch                       |  |
| 05        | Dexter capsec                                  | Dimwit Dexter                        |  |
|           |                                                |                                      |  |
| 06        | Camera lui Dee Dee                             | Dee Dee’s Room                       |  |
| 06        | Sora cea mare                                  | The Big Sister                       |  |
|           |                                                |                                      |  |
| 07        | '                                              | Star Spangled Sidekicks              |  |
| 07        | Joc terminat                                   | Game Over                            |  |
|           |                                                |                                      |  |
| 08        | Dragoste neîmpărtășită                         | Babysitter Blues                     |  |
| 08        | Mașina de vis                                  | Dream Machine                        |  |
|           |                                                |                                      |  |
| 09        | Dramă în casa păpușilor                        | Dollhouse Drama                      |  |
| 09        | Mare Brânză                                    | The Big Cheese                       |  |
|           |                                                |                                      |  |
| 10        | Cum să fii ca Dee Dee                          | Way of the Dee Dee                   |  |
| 10        | Tribul numit fată                              | Tribe Called Girl                    |  |
|           |                                                |                                      |  |
| 11        | Extratereștrii                                 | Spacecase                            |  |
| 11        | Datoria lui Dexter                             | Dexter’s Debt                        |  |
|           |                                                |                                      |  |
| 12        | Mandark                                        | Mendarker                            |  |
| 12        |                                                |                                      |  |
| 13        | Umflata Dee Dee                                | Inflata Dee Dee                      |  |
| 13        | Poveste cu monștri                             | Monstory                             |  |
|           |                                                |                                      |  |
| SEZONUL 2 |                                                |                                      |  |
|           |                                                |                                      |  |
| 14        | O barbă de temut                               | Beard to Be Feared                   |  |
| 14        | '                                              | Quackor the Fowl                     |  |
| 14        | Furnică fără frică                             | Ant Pants                            |  |
|           |                                                |                                      |  |
| 15        | Mama și șoricelul                              | Mom and Jerry                        |  |
| 15        | Chubby Cheese                                  | Chubby Cheese                        |  |
| 15        | Un robot țicnit                                | That Crazy Robot                     |  |
|           |                                                |                                      |  |
| 16        | D și DD                                        | D & DD                               |  |
| 16        | Șuncă de purcel și braț de oțel                | Hamhocks and Armlocks                |  |
|           |                                                |                                      |  |
| 17        | Foamea cea mare                                | Hunger Strikes                       |  |
| 17        | Koosy în libertate                             | The Koos is Loose                    |  |
| 17        | Dimineață prelungită                           | Morning Stretch                      |  |
|           |                                                |                                      |  |
| 18        | Dee Dee Locks și monstrul Ness                 | Dee Dee Locks and the Ness Monster   |  |
| 18        | Gaze de eșapament                              | Backfire                             |  |
| 18        | La Biblioteca                                  | Book ’Em                             |  |
|           |                                                |                                      |  |
| 19        | Sora mea are un hobby nou                      | Sister’s Got a Brand New Bag         |  |
| 19        | Spiridușii pantofari                           | Shoo, Shoe Gnomes                    |  |
| 19        | Laboratorul celor uitați                       | Lab of the Lost                      |  |
|           |                                                |                                      |  |
| 20        | Etichete                                       | Labels                               |  |
| 20        | Concursul                                      | Game Show                            |  |
| 20        | Călătoria Fantastică                           | Fantastic Boyage                     |  |
|           |                                                |                                      |  |
| 21        | Fantoma                                        | Filet of Soul                        |  |
| 21        | Discheta de aur                                | Golden Diskette                      |  |
|           |                                                |                                      |  |
| 22        | Bătaie cu zăpadă                               | Snowdown                             |  |
| 22        | Fără figurină                                  | Figure Not Included                  |  |
| 22        | Cursa de mașini                                | Mock 5                               |  |
|           |                                                |                                      |  |
| 23        | Dexter copil mare                              | Eww, That’s Growth                   |  |
| 23        | Confuzie nucleară                              | Nuclear Confusion                    |  |
| 23        | Războiul microbilor                            | Germ Warfare                         |  |
|           |                                                |                                      |  |
| 24        | O zi dificilă                                  | A Hard Day’s Day                     |  |
| 24        | Goană mare                                     | Road Rush                            |  |
| 24        | Agitație în ocean                              | Ocean Commotion                      |  |
|           |                                                |                                      |  |
| 25        | Băiatul din autobuz                            | The Bus Boy                          |  |
| 25        | Lucruri care trosnesc noaptea                  | Things That Go Bonk in the Night     |  |
| 25        | Bătrânul McDexter                              | Ol’ McDexter                         |  |
|           |                                                |                                      |  |
| 26        | Sassy vino acasă                               | Sassy Comes Home                     |  |
| 26        | Fotografia                                     | Photo Finish                         |  |
|           |                                                |                                      |  |
| 27        | Star Bleg neconvențional                       | Star Check Unconventional            |  |
| 27        | Dexter e murdar                                | Dexter is Dirty                      |  |
| 27        | Poftă de înghețată                             | Ice Cream Scream                     |  |
|           |                                                |                                      |  |
| 28        | Codurile onoarei                               | Decode of Honor                      |  |
| 28        | Cea mai bună mamă din lume                     | World’s Greatest Mom                 |  |
| 28        | Ultra-netrevnic 2000                           | Ultra-jerk 2000                      |  |
|           |                                                |                                      |  |
| 29        | Țestoasa tehno                                 | Techno Turtle                        |  |
| 29        | Surpriză                                       | Surprise                             |  |
| 29        | Sperietoarea caprelor                          | Got Your Goat                        |  |
|           |                                                |                                      |  |
| 30        | Dee Dee cu voce joasă                          | Dee Dee Be Deep                      |  |
| 30        | 911                                            | 911                                  |  |
| 30        | Dee Dee deprimată                              | Down in the Dumps                    |  |
|           |                                                |                                      |  |
| 31        | Fursecul ghinionist                            | Unfortunate Cookie                   |  |
| 31        | Regele brioșă                                  | The Muffin King                      |  |
|           |                                                |                                      |  |
| 32        | Ziua fotografiilor                             | Picture Day                          |  |
| 32        | Asta da întindere                              | Now That’s a Stretch                 |  |
| 32        | Dexter în detenție                             | Dexter Detention                     |  |
|           |                                                |                                      |  |
| 33        | Nu fi copil                                    | Don’t Be a Baby                      |  |
| 33        | Peltra                                         | Peltra                               |  |
| 33        | Brigada G.I.R.L.                               | G.I.R.L. Squad                       |  |
|           |                                                |                                      |  |
| 34        | Sportul e sănătos                              | Sports-a-Poppin                      |  |
| 34        | Koos a la Goop a Goop                          | Koos a la Goop a Goop                |  |
| 34        | Proiectul Dee Dee                              | Project Dee Dee                      |  |
|           |                                                |                                      |  |
| 35        | în culmea disperării                           | Topped Off                           |  |
| 35        | Coada lui Dee Dee                              | Dee Dee’s Tail                       |  |
| 35        | Fără energie                                   | No Power Trip                        |  |
|           |                                                |                                      |  |
| 36        | Sora mamă                                      | Sister Mom                           |  |
| 36        | Râsete                                         | The Laughing                         |  |
|           |                                                |                                      |  |
| 37        | Labrador în laborator: Poveste                 | Dexter’s Lab: A Story                |  |
| 37        | Cupon pentru zăpăceală                         | Coupon For Craziness                 |  |
| 37        | Nu e bine în apă                               | Better Off Wet                       |  |
|           |                                                |                                      |  |
| 38        | Gaz critic                                     | Critical Gas                         |  |
| 38        | Să salvăm lumea, netrepnicule                  | Let’s Save the World, You Jerk       |  |
| 38        | Mediocritate                                   | Average Joe                          |  |
|           |                                                |                                      |  |
| 39        | Bătaie la Rushmore                             | Rushmore Rumble                      |  |
| 39        | Băiatul și insecta                             | A Boy and His Bug                    |  |
| 39        | O grădină cu bucluc                            | You Vegetabelieve It!                |  |
|           |                                                |                                      |  |
| 40        | Vai ce privire!                                | Aye Aye Eyes                         |  |
| 40        | Dee Dee și șeful                               | Dee Dee and the Man                  |  |
|           |                                                |                                      |  |
| 41        | Roboți mari                                    | Big Bots                             |  |
| 41        | Extratereștri cleioși ce-ți controlează mintea | Gooey Aliens That Control Your Mind  |  |
| 41        | Rătăcit în spațiu                              | Misplaced in Space                   |  |
|           |                                                |                                      |  |
| 42        | Să nu faci pe eroul                            | Don’t Be a Hero                      |  |
| 42        | Marțianul meu preferat                         | My Favorite Martian                  |  |
| 42        | Flacăra cea veche                              | Old Flame                            |  |
|           |                                                |                                      |  |
| 43        | Schimb de camere                               | The Old Switcharooms                 |  |
| 43        | Casa din copac                                 | Trick or Tree House                  |  |
| 43        | Concursul de distribuit ziare                  | Paper Route Bout                     |  |
|           |                                                |                                      |  |
| 44        | Liniște                                        | Quiet Riot                           |  |
| 44        | Accent Insuportabil                            | Accent You Hate                      |  |
| 44        | La pescuit                                     | Catch of a Day                       |  |
|           |                                                |                                      |  |
| 45        | Tata e deranjat                                | Dad is Disturbed                     |  |
| 45        | Moda ochelarilor                               | Framed                               |  |
| 45        | Pălărie mare                                   | That’s Using Your Head               |  |
|           |                                                |                                      |  |
| 46        | Picior Negru și Subțirica                      | Blackfoot and Slim                   |  |
| 46        | Capcana răzbunării                             | Trapped With a Vengeance             |  |
| 46        | Capcana papagalului                            | The Parrot Trap                      |  |
|           |                                                |                                      |  |
| 47        | Lumină slabă                                   | DiM                                  |  |
| 47        | Un cântec de laborator                         | Just an Old Fashioned Lab Song...    |  |
| 47        | Reparanoia                                     | Repairanoid                          |  |
|           |                                                |                                      |  |
| 48        | De-a-ndoaselea                                 | Sdrawkcab                            |  |
| 48        | Continuarea desenelor cu păcăleli              | The Continuum of Cartoon Fools       |  |
| 48        | Soare, surf și știinta                         | Sun, Surf and Science                |  |
|           |                                                |                                      |  |
| 49        | Dexter și Computress pun mâna pe Mandark       | Dexter and Computress Get Mandark!   |  |
| 49        | Durere de dinți                                | Pain in the Mouth                    |  |
| 49        | Dexter contra Moș Gherilă                      | Dexter Vs. Santa Claus               |  |
|           |                                                |                                      |  |
| 50        | Rivala lui Dee Dee                             | Dee Dee’s Rival                      |  |
| 50        | Ușor țicniți                                   | Pslightly Psycho                     |  |
| 50        | Joc pentru joc                                 | Game For a Game                      |  |
|           |                                                |                                      |  |
| 51        | Labretto                                       | Labretto                             |  |
| 51        | Dyno-dinamită                                  | Dyno-Might                           |  |
|           |                                                |                                      |  |
| 52        | '                                              | Last But Not Beast                   |  |
|           |                                                |                                      |  |
| FILM      |                                                |                                      |  |
|           |                                                |                                      |  |
| F1        | '                                              | Ego Trip                             |  |
|           |                                                |                                      |  |
| SEZONUL 3 |                                                |                                      |  |
|           |                                                |                                      |  |
| 53        | Curat murdar                                   | Streaky Clean                        |  |
| 53        | Un desen animat cu Tata                        | A Dad Cartoon                        |  |
| 53        | Frate de cruce                                 | Sole Brother                         |  |
|           |                                                |                                      |  |
| 54        | Rațiune sau pălăvrăgeală                       | Mind Over Chatter                    |  |
| 54        | Un desen animat cu o rață                      | A Quackor Cartoon                    |  |
| 54        | Mamdark                                        | Momdark                              |  |
|           |                                                |                                      |  |
| 55        | Atitudine Aroganta                             | Copping an Attitude                  |  |
| 55        | Un experiment de laborator eșuat               | A Failed Lab Experiment              |  |
| 55        | Bunicul tuturor invențiilor                    | The Grand-Daddy of All Inventions    |  |
|           |                                                |                                      |  |
| 56        | Tatăl cascador                                 | Poppa Wheelie                        |  |
| 56        | Un desen animat cu Mama                        | A Mom Cartoon                        |  |
| 56        | Partea ascunsă a lunii                         | The Mock Side Of The Moon            |  |
|           |                                                |                                      |  |
| 57        | Daca nu m-ar lăsa memoria                      | If Memory Serves                     |  |
| 57        | Un desen animat cu Mandark                     | A Mandark Cartoon                    |  |
| 57        | Tele Trauma                                    | Tele-Trauma                          |  |
|           |                                                |                                      |  |
| 58        | Un băiat pe nume Susan                         | A Boy Named Sue                      |  |
| 58        | Laborator pe fugă                              | Lab of the Run                       |  |
|           |                                                |                                      |  |
| 59        | Resetarea computerului                         | Dos Boot                             |  |
| 59        | Desen animat cu Dee Dee                        | A Dee Dee Cartoon                    |  |
| 59        | Vrei asta la pachet?                           | Would You Like That In The Can?      |  |
|           |                                                |                                      |  |
| 60        | Moment de magie                                | That Magic Moment                    |  |
| 60        | Desen animat mut                               | A Silent Cartoon                     |  |
| 60        | Contrariile se atrag                           | Opposites Attract                    |  |
|           |                                                |                                      |  |
| 61        | Tactică de intimidare                          | Scare Tactics                        |  |
| 61        | Un alt desen animat cu Tata                    | Another Dad Cartoon                  |  |
| 61        | Tatăl meu contra tatăl tău                     | My Dad vs. Your Dad                  |  |
|           |                                                |                                      |  |
| 62        | Interludiu comic                               | Comic Relief                         |  |
| 62        | Al treilea desen animat cu Tata                | A Third Dad Cartoon                  |  |
| 62        | Robo Dexo 3000                                 | Robo Dexo 3000                       |  |
|           |                                                |                                      |  |
| 63        | Mănușă la prima vedere                         | Glove At First Sight                 |  |
| 63        | Un desen animat cu Mama și Tata                | A Mom and Dad Cartoon                |  |
| 63        | Miroase a victorie                             | Smells Like Victory                  |  |
|           |                                                |                                      |  |
| 64        | Oh, Frate!                                     | Oh, Brother                          |  |
| 64        | Un alt desen animat cu tata                    | Another Dad Cartoon                  |  |
| 64        | Proba de foc                                   | Bar Exam                             |  |
|           |                                                |                                      |  |
| 65        | Măi să fie, unde e Peepers?                    | Jeepers, Creepers, Where Is Peepers? |  |
| 65        | Hai, Dexter Familie, Hai!                      | Go, Dexter Family, Go!               |  |
|           |                                                |                                      |  |
| SEZONUL 4 |                                                |                                      |  |
|           |                                                |                                      |  |
| 66        | Prietenul Beau                                 | Beau Tie                             |  |
| 66        | Amnezia                                        | Remember Me                          |  |
| 66        | Laboratoare alăturate                          | Over-Labbing                         |  |
|           |                                                |                                      |  |
| 67        | Eroare de sistem                               | Sis-tem Error                        |  |
| 67        | Comportament rău de cablist                    | Bad Cable Manners                    |  |
| 67        | Biblioteca lui Dexter                          | Dexter’s Library                     |  |
|           |                                                |                                      |  |
| 68        | Prezicătoarea                                  | The Scrying Game                     |  |
| 68        | Monstrul Dee Dee                               | Monstrosi-Dee Dee                    |  |
| 68        | Tata somnambul                                 | Dad Man Walking                      |  |
|           |                                                |                                      |  |
| 69        | Dilema lui Dexter                              | Dexter’s Little Dilemma              |  |
| 69        | Pălărie falsă                                  | Faux Chapeau                         |  |
| 69        | D la pătrat                                    | D2                                   |  |
|           |                                                |                                      |  |
| 70        | Banderola                                      | Head Band                            |  |
| 70        | Casa animalelor de pluș                        | Stuffed Animal House                 |  |
| 70        | Cerneală uzată                                 | Used Ink                             |  |
|           |                                                |                                      |  |
| 71        | Distrugerea școlăriței                         | School Girl Crushed                  |  |
| 71        | Șahul și mama                                  | Chess Mom                            |  |
| 71        | Neîndemânaticul Tata                           | Father Knows Least                   |  |
|           |                                                |                                      |  |
| 72        | Dexter barbarul                                | Dexter the Barbarian                 |  |
| 72        | Vremea cartofilor                              | Tuber Time                           |  |
| 72        | Ochi delicați                                  | Sore Eyes                            |  |
|           |                                                |                                      |  |
| 73        | Inăltime la modă                               | Height Unseen                        |  |
| 73        | Erori din trecut                               | Bygone Errors                        |  |
| 73        | Chemarea absurdului                            | Folly Calls                          |  |
|           |                                                |                                      |  |
| 74        | Fără voce                                      | Voice Over                           |  |
| 74        | Blonda se distrează mai bine                   | Blonde Leading The Blonde            |  |
| 74        | Plagiatorul                                    | Comic Stripper                       |  |
|           |                                                |                                      |  |
| 75        | Laboratorul viitorului                         | The Lab of Tomorrow                  |  |
| 75        | Varicelă                                       | Chicken Scratch                      |  |
| 75        | Vechituri de vânzare                           | Garage Sale                          |  |
|           |                                                |                                      |  |
| 76        | Partida de golf                                | Tee Party                            |  |
| 76        | Ciudatele curse ale lui Dexter                 | Dexter’s Wacky Racers                |  |
|           |                                                |                                      |  |
| 77        | Lecția de Judo                                 | They Got Chops                       |  |
| 77        | Nedreptate poetică                             | Poetic Justice                       |  |
| 77        | Comedia penelor                                | Comedy of Feathers                   |  |
|           |                                                |                                      |  |
| 78        | Dădaca                                         | Babe Sitter                          |  |
| 78        | Mandark munteanul                              | Mountain Mandark                     |  |
| 78        | 2 Genii Impreuna Pentru Totdeauna              | 2Geniuses 2Gether 4Ever              |  |
|           |                                                |                                      |  |

### Episoade M de la maimuță
- Magmanamus
- Rasslor
- Simion
- Barbequor
- Orgon Grindor
- Huntor

### Episoade Prietenii Justiției
- TV Super Pals
- Valhallen's Room (Camera lui Valhallen)
- Krunk's Date (Întâlnirea lui Krunk)
- Say Uncle Sam
- Ratman (Omul șobolan)
- Bee Where?
- Can't Nap

## Înregistrări muzicale
- What's His Name
- D.E.E.D.E.E. And Dexter
- Secret Formula
- Back to the Lab